# Жамбылский казахский театр драмы имени Абая
Жамбылский областной казахский театр драмы имени Абая — театр в Таразе, работающий с 1936 года.

## История
Был создан 5 января 1936 года в Аулие-Ате (ныне Тараз) как колхозно-совхозный театр. 16 марта 1936 года театр открылся постановкой одноактных комедий «Невестка и свекровь» Б. Ж. Майлина и «Невеста» К. Кыркымбаева. Вначале в труппу театра входили актёры Ж. Абызбаев, С. Абызбаева, С. Атамкулов, К. Касымбеков, Ф. М. Нурумова, Ш. К. Сакиев, М. Ж. Табанов, О. Турумкулов, С. Умбетбаев и другие, художественными руководителями и режиссёрами театра были Р. Абдрахманов и Ж. Аргынбаев.
В 1940 году театр был реорганизован в Джамбулский областной казахский театр драмы, в 1945 году ему было присвоено имя Абая.
В 1966 году коллектив театра был награждён Почётной грамотой Верховного Совета Казахской ССР. Спектакль «Кремлёвские куранты» Н. Ф. Погодина (в роли В. И. Ленина — А. Токпанов и С. Ракишев) в 1970 году был отмечен дипломом Республиканского смотра драматических театров, а постановка «Дед Шаншар» А. Калдыбаева была отмечена дипломом 1-й степени Всесоюзного смотра спектаклей для детей и юношества в 1980 году.
В 1966 и 1976 годах труппа театр выступала в Алма-Ате.
В 1993 году в связи с изменением транскрипции названия Джамбульской области на русском языке на Жамбылскую область театр переименовали в Жамбылский областной казахский театр драмы имени Абая.

## Репертуар
На сцене театра были поставлены:
- спектакли по произведениям казахских писателей: «Очки» и «Порядки Тастанбая» Б. Ж. Майлина, «Енлик — Кебек», «Айман Шолпан», «Ночные раскаты», «Каракыпшак Кобланды» и «Карагоз» М. О. Ауэзова, «Козы Корпеш — Баян сулу», «Амангельды» и «Ахан сере — Актокты» Г. М. Мусрепова, «Одно дерево — не лес» и «Портрет» А. Тажибаева, «Токаш Бокин» З. К. Шашкина, «Наш Гани» и «Тоты-Тамилла» Ш. Хусаинова, «Волчонок под шапкой», «Сваха приехала» и «Мы не ангелы» К. Мухамеджанова, «Неизвестный герой» А. Абишева, «Клятва» Т. Ахтанова, «Опалённые цветы» С. Н. Жунусова, «Абай» М. О. Ауэзова и Л. С. Соболева, «Чёрное ожерелье» по Ш. Муртазаеву, «Старшая сестра», «Ожидание завтрашнего дня» и «Стража тишины» Д. Исабекова и другие;
- музыкальные спектакли: «Ер Таргын» и «Кыз Жибек» Е. Г. Брусиловского, «Аршин мал алан» У. А. Гаджибекова;
- переводы русской, советской и зарубежной драматургии: «Коварство и любовь» Ф. Шиллера, «Слуга двух господ» К. Гольдони, «Ревизор» и «Женитьба» Н. В. Гоголя, «Без вины виноватые» А. Н. Островского, «Клоп» В. В. Маяковского, «Любовь Яровая» К. Т. Тренева, «Материнское поле» и «Тополёк мой в красной косынке» по Ч. Т. Айтматову, «Бай и батрак» и «Проделки Майсары» Х. Н. Хамзы, «Шёлковое сюзане» А. Каххара, «Жестокие игры» А. Н. Арбузова, «Интервью в Буэнос-Айресе» Г. А. Боровика, «Загадочный нищий» Я. Соловича и другие.

## Известные работники
В разное время в театре работали:
- народные артисты Казахской ССР Г. Хайруллина, Ш. К. Сакиев, А. И. Ружева;
- заслуженные артисты Казахской ССР О. Абдульманов, С. Атамкулов, Г. Батыргалиева, А. Ж. Дюсекенова, Т. Ергалиев, Б. А. Лурье, А. Ордабаев, М. Рахимжанова, М. А. Салыков, М. Ж. Табанов, Ж. Турсунов, Г. Ускенбаева, Ж. С. Шулембаев;
- заслуженный артист Казахстана М. Алимбетова;
- заслуженные деятели искусств Казахской ССР М. Байсеркенов, Мен Дон Ук, А. Токпанов;
- Заслуженный деятель культуры Казахской ССР Г. С. Поплавский, В. М. Грабарев.